# Le Manoir du diable
Le Manoir du diable (bra: O Solar do Diabo) é um filme de curta metragem francês de 2 minutos de duração, do ano de 1896, dirigido pelo pioneiro do cinema Georges Méliès. O filme contém muitos elementos tradicionais de pantomima e foi intencionalmente feito tendo em vista entreter as pessoas, mais do que assustá-los. Apesar disso, é considerado o primeiro filme de terror da história.

## Elenco
- Jeanne d'Alcy [2]
- Georges Méliès como Mephistopheles[2]